# Brassens, au bois de son cœur, 30 ans de chansons
Brassens, au bois de son cœur, 30 ans de chansons est une anthologie sur le chanteur Georges Brassens écrite par Jean-Paul Sermonte et publiée en 2001. C'est en fait une réédition augmentée de son ouvrage Brassens, le prince et le croque-notes paru aux éditions du Rocher en 1990.